# Gianni Facchinello
Gianni Facchinello (Padova, 27 maggio 1950 – Torino, 17 novembre 2003) è stato un calciatore italiano, di ruolo centrocampista o libero.
È morto d'infarto a 53 anni.

## Carriera

### Giocatore

#### Club
Ha giocato nel Torino nella Serie A 1969-1970 per un totale di 15 presenze e due reti (segnate contro la Lazio nella vittoria 3-0 dell'11 gennaio 1970 al Flaminio).
Nell'estate seguente venne ceduto al Monza in Serie B. Giocò poi con Perugia e Pescara nella stessa categoria (48 presenze e 3 reti complessive fra i cadetti), e Rovereto, Mantova, Sorrento, Alessandria, Rende, Messina e Squinzano in Serie C.

#### Nazionale
Il 18 febbraio 1970 giocò con la Nazionale Under-21, nel torneo inglese e nella gara Italia Polonia (0-0).

### Allenatore
Nella stagione 1984-1985 rivestì l'incarico di allenatore-giocatore al Maglie.
Allenò l'A.C. Collegno fino al 1989 in un campionato che è stato definito dalla stampa "...finito ancora prima di incominciare." in cui il Collegno di Facchinello incamera 52 punti sui 60 disponibili, 82 reti segnate e vincendo il campionato con 15 punti dalla seconda, finendo per essere definito: "Un Collegno super senza rivali".

## Palmarès

### Giocatore

#### Competizioni nazionali
- Serie C2: 1

Rende: 1978-1979